# Lega Pro Seconda Divisione 2010/2011
Soutěžní ročník Lega Pro Seconda Divisione 2010/11 byl 33. ročník čtvrté nejvyšší italské fotbalové ligy. Soutěž začala 23. srpna 2010 a skončila 13. června 2011. Účastnilo se jí celkem 49 týmů rozdělené do tří skupin. Z každé skupiny postoupil vítěz přímo do třetí ligy, druhý postupující se probojoval přes play off.